# Kim Sands
| jaar | rang enkelspel | rang dubbelspel |
| ---- | -------------- | --------------- |
| 1978 | 128            | –               |
| 1979 | 117            | –               |
| 1980 | 60             | –               |
| 1981 | 60             | –               |
| 1982 | 112            | –               |
| 1983 | 66             | –               |
| 1984 | 107            | 70              |
| 1985 | 128            | 51              |
| 1986 | 128            | 38              |
| 1987 | 364            | 116             |
| 1988 | 527            | –               |

Kim Sands (Miami Beach, 11 oktober 1956) is een voormalig tennisspeelster uit de Verenigde Staten van Amerika. Sands was actief in het internationale tennis van 1978 tot en met 1988.

## Loopbaan

### Enkelspel
Sands debuteerde in 1978 op het Jackie Cooper Open in Oklahoma City. In december van dat jaar had zij ook haar grandslamdebuut, op het Australian Open, waar zij de Australische Sue Saliba versloeg. Sands stond in 1981 voor het eerst in een finale, op het WTA-toernooi van Nashville – zij verloor van de Australische Susan Leo. In 1984 bereikte zij nogmaals een finale, op het WTA-toernooi van Denver waar zij het moest afleggen tegen landgenote Mary-Lou Piatek.
Haar beste grandslamresultaat is het bereiken van de tweede ronde, op alle grandslamtoernooien behalve het US Open. Haar hoogste notering op de WTA-ranglijst is de 44e plaats, die zij bereikte in april 1984.

### Dubbelspel
Sands behaalde in het dubbelspel betere resultaten dan in het enkelspel. Samen met Jodi Applebaum, ook uit Miami, bereikte zij in 1978 de dubbelspelfinale van het Mid West Journal Open-toernooi in Sioux City (Iowa) – zij verloren van Cindy Ursich en Stacy Bowman. Sands had in 1979 haar grandslamdebuut, op Roland Garros, aan de zijde van de Chileense Silvana Urroz. Luttele weken later kwalificeerde zij zich voor Wimbledon, geflankeerd door landgenote Andrea Whitmore – hier won Sands haar eerste twee grandslampartijen. Zij stond in 1981 voor het eerst in een WTA-finale, op het toernooi van Hershey (Pennsylvania), samen met haar landgenote Andrea Buchanan – zij verloren van het Amerikaanse koppel Laura duPont en Barbara Jordan. Een maand later veroverde Sands haar eerste WTA-titel, op het toernooi van Inglewood (nabij Los Angeles), samen met de Australische Susan Leo, door het Amerikaanse koppel Mareen Louie en Marita Redondo te verslaan.
Haar beste grandslamresultaat is het bereiken van de derde ronde, op alle grandslamtoernooien behalve het Australian Open. Haar hoogste notering op de WTA-ranglijst is de 31e plaats, die zij bereikte in augustus 1987.

#### Gemengd dubbelspel
In deze discipline bereikte Sands de derde ronde, op Roland Garros 1984 samen met Haroon Ismail uit Zimbabwe.

## Persoonlijk
Sands was de eerste Afro-Amerikaanse vrouw die een studiebeurs kreeg aan de Universiteit van Miami, waar zij werd gediplomeerd als Bachelor of Education. Zij geeft 35 jaar tennisles in de regio Miami, waarvan acht jaar als hoofdtenniscoach aan de universiteit.

## Palmares

### WTA-finaleplaatsen enkelspel
| nr.              | finale     | toernooi      | ondergrond    | tegenstandster  | score    | ref    |
| ---------------- | ---------- | ------------- | ------------- | --------------- | -------- | ------ |
| gewonnen finales |            |               |               |                 |          |        |
| geen             |            |               |               |                 |          |        |
| verloren finales |            |               |               |                 |          |        |
| 1.               | 1981-02-21 | WTA Nashville | tapijt (i)    | Susan Leo       | 6-7, 3-6 | [ 12 ] |
| 2.               | 1984-01-23 | WTA Denver    | hardcourt (i) | Mary-Lou Piatek | 1-6, 1-6 | [ 13 ] |

### WTA-finaleplaatsen vrouwendubbelspel
| nr.              | finale     | toernooi      | ondergrond    | partner         | tegenstandsters                        | score         | ref                  |
| ---------------- | ---------- | ------------- | ------------- | --------------- | -------------------------------------- | ------------- | -------------------- |
| gewonnen finales |            |               |               |                 |                                        |               |                      |
| 1.               | 1981-03-08 | WTA Inglewood | tapijt (i)    | Susan Leo       | Mareen Louie Marita Redondo            | 6-1, 4-6, 6-1 | [ 19 ] [ 22 ] [ 23 ] |
| verloren finales |            |               |               |                 |                                        |               |                      |
| 1.               | 1981-02-08 | WTA Hershey   | hardcourt (i) | Andrea Buchanan | Laura duPont Barbara Jordan            | 5-7, 3-6      | [ 18 ]               |
| 2.               | 1986-03-09 | WTA Hershey   | tapijt (i)    | Sandy Collins   | Candy Reynolds Anne Smith              | 6-7, 1-6      | [ 24 ]               |
| 3.               | 1986-09-21 | WTA Tampa     | hardcourt     | Gigi Fernández  | Elise Burgin Rosalyn Fairbank          | 5-7, 2-6      | [ 25 ]               |
| 4.               | 1987-02-16 | WTA Oklahoma  | hardcourt (i) | Lori McNeil     | Svetlana Parchomenko Larisa Savtsjenko | 4-6, 4-6      | [ 26 ]               |

## Resultaten grandslamtoernooien
| Legenda | Legenda                          |
| ------- | -------------------------------- |
| g.t.    | geen toernooi gehouden           |
| l.c.    | lagere categorie                 |
| –       | niet deelgenomen                 |
| G       | uitgeschakeld in de groepsfase   |
| 1R      | uitgeschakeld in de eerste ronde |
| 2R      | uitgeschakeld in de tweede ronde |
| 3R      | uitgeschakeld in de derde ronde  |
| 4R      | uitgeschakeld in de vierde ronde |
| KF      | uitgeschakeld in de kwartfinale  |
| HF      | uitgeschakeld in de halve finale |
| F       | de finale verloren               |
| W       | het toernooi gewonnen            |
| w-v     | winst/verlies-balans             |

### Enkelspel
| toernooi        | 1978 |    | 1980 | 1981 | 1982 | 1983 | 1984 | 1985 | 1986 |
| --------------- | ---- | -- | ---- | ---- | ---- | ---- | ---- | ---- | ---- |
| Australian Open | 2R   | –  | –    | –    | –    | –    | –    | g.t. |      |
| Roland Garros   | –    | 1R | 2R   | 1R   | 2R   | 1R   | 2R   | –    |      |
| Wimbledon       | –    | 1R | 2R   | 1R   | 2R   | 1R   | –    | 1R   |      |
| US Open         | –    | 1R | 1R   | 1R   | 1R   | 1R   | –    | 1R   |      |

### Vrouwendubbelspel
| toernooi        | 1979 | 1980 | 1981 | 1982 | 1983 | 1984 | 1985 | 1986 | 1987 |
| --------------- | ---- | ---- | ---- | ---- | ---- | ---- | ---- | ---- | ---- |
| Australian Open | –    | –    | –    | 1R   | –    | –    | –    | g.t. | –    |
| Roland Garros   | 1R   | 1R   | 1R   | 1R   | 2R   | 3R   | 2R   | –    | –    |
| Wimbledon       | 3R   | 3R   | 3R   | 1R   | 1R   | 2R   | 1R   | 1R   | –    |
| US Open         | –    | 2R   | 1R   | 1R   | 1R   | 1R   | 3R   | 2R   | 1R   |

### Gemengd dubbelspel
| Australian Open | g.t. | g.t. | g.t. | g.t. | g.t. | g.t. | 0-0 |
| Roland Garros   | –    | 1R   | –    | 3R   | 1R   | –    | 1-3 |
| Wimbledon       | 2R   | –    | 2R   | 1R   | –    | –    | 1-3 |
| US Open         | –    | –    | –    | –    | –    | 1R   | 0-1 |